# ابراهیم ماجد
ابراهیم ماجد (عربی: إبراهیم ماجد عبد المجید؛ زادهٔ ۱۲ مهٔ ۱۹۹۰) یک بازیکن فوتبال فلسطینی‌تبار اهل قطر است و در کویت متولد شده‌است و تابعیت قطر را نیز داراست.

## باشگاهی
از باشگاه‌هایی که در آن بازی کرده‌است می‌توان به السد اشاره کرد.

## تیم ملی
وی همچنین در تیم ملی فوتبال قطر بازی کرده‌است.